# Alfredo Avelín
Alfredo Avelín (Ciudad de San Juan, 13 de marzo de 1927-Ib., 26 de enero de 2012) fue un médico, escritor y político argentino, gobernador de la provincia de San Juan por la Alianza (Argentina) entre 1999 y 2002.

## Biografía

### Primeros años
Nació en la provincia de San Juan, el 13 de marzo de 1927. Hijo de inmigrantes libaneses José Avelin y Mercedes (Zaide) Ahun.
Cursó sus estudios en la Escuela n.º 110 (Carpintería Pocito), en escuela Domingo F. Sarmiento (Rawson), Colegio Don Bosco y Colegio Monseñor Pablo Cabrera. Recibido en Facultad de Medicina de la Universidad Nacional de Córdoba (1953). Designado Miembro de Número del Consejo Argentino de Estudios Económicos, Jurídicos y Sociales (presidente Armando A. Piñeiro) a los 30 años fue elegidor Nacional para elegir como presidente Arturo Frondizi como Secretario en Colegio Electora al mismo tiempo fue candidato del MID llegó a ser intendente de la ciudad de San Juan, cargo del cual fue expulsado.
En medio del proceso de disgregación del MID -y tras su expulsión de la intendencia sanjuanina- Avelín funda la Cruzada Renovadora de San Juan, que disputaría sin conseguirlo la hegemonía provincial al Partido Bloquista.

### Intendencia
En 1958 (con 31 años de edad) fue designado intendente de la ciudad de San Juan, ejerciendo la función ad-honorem. Durante su gestión creó el servicio fúnebre municipal.  A raíz de la creación de la farmacia sindical, que vendía medicamentos al costo, se realizó un paro nacional de farmacias. Frente a la negativa de Avelín de cerrar la farmacia sindical, el municipio fue intervenido el 24 de septiembre de 1959. 
A partir de esto, Alfredo Avelín funda, el 29 de octubre de 1960, el partido político provincial Cruzada Renovadora.

### Labor parlamentaria
Se desempeñó como diputado Nacional (1989- 1992) y senador de la Nación (1992- 1999). Durante la década del noventa se constituyó como defensor del patrimonio nacional y de los recursos naturales, y se opuso a las privatizaciones de YPF (petróleo), ferrocarriles, Correo Argentino, Banco Hipotecario y del sistema jubilatorio con la creación de las AFJP.[cita requerida]
Fue elegido vicepresidente segundo del Senado de la Nación en 1996 y distinguido con el “Premio parlamentario” como senador de la Nación más laborioso en 1997.

### Gobernación
El 16 de mayo de 1999 fue elegido Gobernador de la Provincia de San Juan como integrante de la Alianza (Argentina), por el 58% de electorado sanjuanino. Asumió sus funciones el 10 de diciembre de 1999.   
Durante su gestión, y en medio de una grave crisis económica e institucional nacional, se consiguieron un tomógrafo computado y tráileres ginecológicos. A raíz de una serie de denuncias de desvío de fondos públicos lanCámara baja provincial lo suspendió para dar curso al proceso de juicio político en su contra,Anteriormente hubo otros tres intentos para destituirlo por vía del enjuiciamiento pero ninguno prosperó.
Avelín fue denunciado en medio de la peor crisis en la historia de San Juan, a raíz de la falta de pago de los últimos cinco meses de sueldo a los trabajadores del sector público que derivaron finalmente en la paralización de toda la administración pública provincial.
El gobierno del cruzadista llegó a su fin con tres sueldos adeudados a los estatales, con un 50% de pobreza y casi sin aliados. 
Durante su primer año de gobierno comenzó a desintegrarse la alianza que lo llevó al poder, los primeros que rompieron la Alianza fueron los legisladores de la Unión Cívica Radical, meses después algunos bloquistas siguieron el mismo camino. El punto de inflexión fue la renuncia de Enrique Conti al frente del Ministerio de Hacienda y Finanzas. Para el año 2000 Avelino debía 110 millones de dólares y en la caja de la provincia solo había 10.000 dólares. A los estatales no se les había pagado junio, julio y el medio aguinaldo”. La situación, económica de San Juan era tan grave que se buscó emitir una cuasi moneda.Ese mismo año estallaría el escándalo de las cuasi monedas, cuando aprobó la ley para imprimir 30 millones en bonos Huarpe, la Casa de la Moneda informó que había que pagar 3,3 millones de pesos por la impresión a una empresa cercana al gobernador.
“14 puntos” exigidos por el Fondo Monetario Internacional. En 1999 causó controversia cuando recibió a Mohamed Alí Seineldin en días en que el exgolpista recorría el país soñando con formar una fuerza política.
Durante su mandato fue sometido a un primer juicio político que terminó fue el alejamiento definitivo de la cúpula del radicalismo del seno de la Alianza local, debido a que de los cinco diputados radicales, tres que pertenecen a la línea interna del presidente partidario, el diputado nacional Mario Capello, votaron por enjuiciar a Avelín, mientras que los otros dos rechazaron la denuncia. Su gobierno llegó a acumular cuatro meses sin pagar los sueldos y ocho sin abonar los fondos gremiales y de la Obra Social de la Provincia. Esta situación que derivó en una paralización total de la administración pública también impidió la prestación y de los servicios de educación y salud. En las escuelas estatales se llegaron a acumular 81 días sin clases. Y en los hospitales comenzaron a faltar insumos básicos como gasas, guantes o elementos para la desinfección. El 7 de agosto de 2002 se produjeron manifestaciones masivas en la provincia con cerca de 15.000 sanjuaninos marcharon hacia la Casa de Gobierno para pedir la renuncia del gobernador radical ante la falta de respuesta a los problemas de diferentes sectores. Se vio jaqueado por un abultado déficit de las cuentas públicas interrumpió la cadena de pagos y hundió a la provincia en una profunda crisis económica y social, durante su gobierno la desocupación subió al 16 por ciento y la subocupación al 25 por ciento.El corte de los servicios de la obra social de la provincia saturó los hospitales públicos y los principales centros de salud no tienen insumos básicos como gasas y guantes. La Obra Social de la Provincia, que registra un pasivo de cerca de 18 millones de pesos. Su gobierno se destacó por la falta de control en el gasto público, que hicieron que el 2001 cerrara con un déficit de 297 millones sobre un presupuesto de 720 millones de pesos Meses más tarde varios de sus ministros y allegados serían procesados por corrupción, recepción de coimas a cambio de rebajas en las regalías a mineras canadienses, en 2003 sería procesado por la supuesta recepción de 3.7 millones de pesos/dólares en coimas para autorizar un proyecto minero dentro de un parque provincial. En el juicio iniciado al año siguiente se revelaría una trama de aplicación de fraude electoral y compra de votos en las elecciones que lo llevaron a gobernador en 1999, destacándose la manipulación de boletas electorales y urnas preñadas que eran cargadas directamente desde los comités radicales de la provincia, antes de ser llevadas a los colegios.
En defensa del patrimonio de la provincia vetó la ley de regalías mineras y se negó a firmar el informe de impacto ambiental que permitiría la entrada de la megaminería a la provincia. Sus últimos años de gobierno de vieron agitados por una fuerte crisis, la falta de pago de sueldos, no garantizar la salud y la educación, huelgas, y por no depositar las retenciones de los empleados.

### Destitución
El 26 de agosto de 2002, mediante un acuerdo de sectores políticos, sociales y gremiales fue destituido por la legislatura provincial tras un juicio político, tras la denuncia de la Mesa Intersindical de gremios estatales "poner en riesgo el normal desenvolvimiento de la administración, no pagar los sueldos, no garantizar la salud y la educación, -jaqueada por las huelgas-, y por no depositar las retenciones de los empleados". Fue reemplazo por su vicegobernador, Wbaldino Acosta.Su destitución y juicio político se dio en el marco del conocido sanjuanazo, una serie de masivas protestas en la provincia, el punto más alto del conflicto se registró el 19 y el 20 de diciembre hubo saqueos, 35 detenidos, 11 heridos con balas de gomas y gases lacrimógenos
Avelín aseguró que fue destituido de su cargo porque el gobierno nacional no le envió el dinero de la coparticipación y responsabilizó de ello al expresidente Eduardo Duhalde.

### Últimos años
En sus últimos años vivió de su jubilación como médico y siguió atendiendo pacientes. Falleció el 26 de enero de 2012, debido a complicaciones pulmonares y renales surgidas después de una operación por obstrucción intestinal unas semanas antes.
El mausoleo está construido con referencia a una de las principales banderas que levantó Avelín, la defensa de los Hielos Continentales.

## Carrera como escritor
Como escritor y miembro de Sociedad Argentina de Escritores (SADE) es autor, entre otros, de los libros “Huellas del Pensamiento”, “Simplemente Poesías”, “ Los Hombres que Conocí”, Reminiscencias “Hielos Continentales Patagónicos : la Historia nos Juzgará”, La Bisagra de la Verdad, “Raíces, Historias y Recuerdos”, “Cartas del Corazón”, “Los peldaños de la vida”, “Querella y respuestas las coimas del Senado”[cita requerida].En defensa de los Hielos Continentales patagónicos escribió el libro: ”La historia nos juzgará”.
Fue distinguido por el Centro Sanjuanino para la Cultura como Sanjuanino Notable (1998) “como hombre preocupado por la soberanía de nuestro país, su integridad geográfica a través de estudios y la proyección de los mismos y por la contribución realizada a escuelas e instituciones de bien publicó”.[cita requerida]